# Matelea
Matelea är ett släkte av oleanderväxter. Matelea ingår i familjen oleanderväxter.

## Dottertaxa tillMatelea, i alfabetisk ordning[1]
- Matelea abbreviata
- Matelea acevedoi
- Matelea acuminata
- Matelea acutissima
- Matelea adenocardia
- Matelea alabamensis
- Matelea alainii
- Matelea aliciae
- Matelea altamirana
- Matelea amazonica
- Matelea ampiyacuensis
- Matelea andina
- Matelea angustiloba
- Matelea annulata
- Matelea araneosa
- Matelea aristolochiifolia
- Matelea arizonica
- Matelea asplundii
- Matelea atrocoronata
- Matelea atrostellata
- Matelea attenuata
- Matelea australis
- Matelea bahiensis
- Matelea balansae
- Matelea baldwyniana
- Matelea barrosiana
- Matelea bayatensis
- Matelea belizensis
- Matelea bicolor
- Matelea biflora
- Matelea bolivarensis
- Matelea boliviana
- Matelea borinquensis
- Matelea brevicoronata
- Matelea brevistipitata
- Matelea calcarata
- Matelea calchaquina
- Matelea calcicola
- Matelea callejasii
- Matelea camiloana
- Matelea campechiana
- Matelea camporum
- Matelea capillacea
- Matelea cardozoi
- Matelea carmenaemiliae
- Matelea carnevaliana
- Matelea carolinensis
- Matelea castanea
- Matelea caudata
- Matelea cayennensis
- Matelea chacoensis
- Matelea chiapensis
- Matelea chihuahuensis
- Matelea chimboracensis
- Matelea chrysantha
- Matelea congesta
- Matelea constanzana
- Matelea cordifolia
- Matelea coriacea
- Matelea cornejoi
- Matelea correllii
- Matelea corrugata
- Matelea corynephora
- Matelea costanensis
- Matelea costaricensis
- Matelea costata
- Matelea crassifolia
- Matelea cremersii
- Matelea crenata
- Matelea crispiflora
- Matelea cteniophora
- Matelea cuatrecasasi
- Matelea cumanensis
- Matelea cuyabensis
- Matelea cyclophylla
- Matelea cynanchoides
- Matelea dasytricha
- Matelea decipiens
- Matelea decumbens
- Matelea delascioi
- Matelea denticulata
- Matelea dictyopetala
- Matelea diversifolia
- Matelea domingensis
- Matelea dugandii
- Matelea dusenii
- Matelea dwyeri
- Matelea ecuadorensis
- Matelea edwardsensis
- Matelea ekmanii
- Matelea elachyantha
- Matelea emmartinezii
- Matelea fendleri
- Matelea ferruginea
- Matelea filipes
- Matelea flavidula
- Matelea floridana
- Matelea foetida
- Matelea fontana
- Matelea fontellana
- Matelea forerana
- Matelea fournieri
- Matelea fruticosa
- Matelea fucata
- Matelea fulvida
- Matelea funkiana
- Matelea furvescens
- Matelea geminiflora
- Matelea gentlei
- Matelea gilbertoana
- Matelea glandulosa
- Matelea glaziovii
- Matelea gonoloboides
- Matelea gracieae
- Matelea gracilis
- Matelea grandifolia
- Matelea greggii
- Matelea grenandii
- Matelea grisebachiana
- Matelea haberi
- Matelea haitiensis
- Matelea harlingii
- Matelea hastata
- Matelea hatschbachii
- Matelea herzogii
- Matelea hildegardiana
- Matelea hirsuta
- Matelea hirsutissima
- Matelea hispida
- Matelea holstii
- Matelea honorana
- Matelea inconspicua
- Matelea inops
- Matelea insolita
- Matelea ionantha
- Matelea jansen-jacobsiae
- Matelea jaramilloi
- Matelea jenmanii
- Matelea kirkbridei
- Matelea klugii
- Matelea lanceolata
- Matelea lehmannii
- Matelea lesueurii
- Matelea leucoderma
- Matelea lhotzkyana
- Matelea liesneri
- Matelea ligustrina
- Matelea linearipetala
- Matelea lourteigiae
- Matelea macrocarpa
- Matelea magallanesii
- Matelea magdalenica
- Matelea magnifolia
- Matelea manarae
- Matelea marcoassisii
- Matelea maritima
- Matelea marsdenioides
- Matelea matogrossensis
- Matelea mayana
- Matelea medusae
- Matelea melinii
- Matelea mexicana
- Matelea meyeri
- Matelea micrantha
- Matelea microphylla
- Matelea molinarum
- Matelea montana
- Matelea neblinae
- Matelea neei
- Matelea nielsenii
- Matelea nigrescens
- Matelea nipensis
- Matelea nummularia
- Matelea nutisiana
- Matelea oaxacana
- Matelea obliqua
- Matelea oblongata
- Matelea ocellata
- Matelea ochracea
- Matelea oldemanii
- Matelea orthoneura
- Matelea orthosioides
- Matelea ovatifolia
- Matelea pacifica
- Matelea pakaraimensis
- Matelea palustris
- Matelea panamensis
- Matelea parviflora
- Matelea parvifolia
- Matelea pastazana
- Matelea patalensis
- Matelea pauciflora
- Matelea pedalis
- Matelea pedicellata
- Matelea pedunculata
- Matelea pentactina
- Matelea petiolaris
- Matelea phainops
- Matelea picturata
- Matelea pilosa
- Matelea pinguifolia
- Matelea planiflora
- Matelea pleistantha
- Matelea porphyrantha
- Matelea porphyrocephala
- Matelea proctorii
- Matelea producta
- Matelea prosthecidiscus
- Matelea prostrata
- Matelea pseudobarbata
- Matelea pubescens
- Matelea pubiflora
- Matelea pueblensis
- Matelea punensis
- Matelea purpurea
- Matelea purpureolineata
- Matelea purpusii
- Matelea pusilliflora
- Matelea pyrrhotricha
- Matelea quercetorum
- Matelea quindecimlobata
- Matelea quinquedentata
- Matelea radiata
- Matelea refracta
- Matelea reitzii
- Matelea rhamnifolia
- Matelea rhynchocephala
- Matelea riparia
- Matelea rivularis
- Matelea rogersii
- Matelea romeroi
- Matelea roulinioides
- Matelea rubra
- Matelea ruiz-pavonii
- Matelea sagittifolia
- Matelea sanojana
- Matelea sartago-diaboli
- Matelea sastrei
- Matelea schaffneri
- Matelea schultesii
- Matelea schunkei
- Matelea serpens
- Matelea sintenisii
- Matelea sprucei
- Matelea squiresii
- Matelea stenopetala
- Matelea stenosepala
- Matelea stergiosii
- Matelea steyermarkii
- Matelea suareziae
- Matelea suberifera
- Matelea subsessilifolia
- Matelea sucrensis
- Matelea sugillata
- Matelea surinamensis
- Matelea sylvicola
- Matelea tamnifolia
- Matelea tenuis
- Matelea texensis
- Matelea tigrina
- Matelea tikalana
- Matelea tinctoria
- Matelea torulosa
- Matelea trachyantha
- Matelea trichopedicellata
- Matelea tristiflora
- Matelea tuerckheimii
- Matelea umbellata
- Matelea urceolata
- Matelea uribei
- Matelea urophylla
- Matelea vailiana
- Matelea vargasii
- Matelea variifolia
- Matelea warscewiczii
- Matelea vaupesana
- Matelea weberbaueri
- Matelea velutina
- Matelea velutinoides
- Matelea violacea
- Matelea virginiae
- Matelea viridivenia
- Matelea woodii
- Matelea woodsonii
- Matelea wootonii
- Matelea woytkowskii
- Matelea yanomamica